# Диггинс, Скайлар
Скайлар Киерра Диггинс (англ. Skylar Kierra Diggins; род. 2 августа 1990 года в Саут-Бенде, штат Индиана, США) — американская профессиональная баскетболистка, выступающая в женской национальной баскетбольной ассоциации за клуб «Сиэтл Шторм». Была выбрана на драфте ЖНБА 2013 года в первом раунде под общим третьим номером командой «Талса Шок». Играет на позиции разыгрывающего защитника. До прихода в ЖНБА играла за баскетбольную команду университета Нотр-Дам, где, набрав 2357 очков, стала самым результативным игроком в истории «Файтинг Айриш».

## Профессиональная карьера
Диггинс была выбрана на драфте ЖНБА 2013 года под общим третьим номером клубом «Талса Шок». В своём дебютном сезоне Скайлар в среднем за игру набирала по 8,5 очка, делала 1,9 подбора и 3,8 передачи. А 16 июня 2013 года в игре против «Финикс Меркури» установила личный рекорд результативности — 22 очка. За свою игру по завершении сезона Диггинс была включена в первую сборную новичков.
В сезоне 2014 года Скайлар впервые в своей карьере была приглашена на матч всех звёзд ЖНБА. В игре она стала самой результативным игроком своей команды (27 очков), а её бросок на последних секундах игры перевёл матч в овер-тайм. По итогам чемпионата Диггинс заняла второе место по результативности (20,1 очка), четвёртое по передачам (5 передач) и десятое по перехватам (1,5 перехвата). Она также превзошла рекорд результативности бывшей защитницы «Шок» Деанны Нолан, набрав за сезон 683 очка. Её прогресс отметила и ассоциация, назвав Диггинс самым прогрессирующим игроком ЖНБА.
1 июля 2015 года было объявлено, что у Диггинс травмирована передняя крестообразная связка из-за чего она пропустит конец сезона. Эту травму она получила 28 июня за 44 секунды до конца матча против «Сиэтл Шторм».
Пройдя реабилитацию после травмы Диггинс вернулась на площадку 21 мая 2016 года. В то время её команда «Талса Шок» уже сменила прописку, переехав в Даллас (штат Техас), и название на «Даллас Уингз». Она подписала новый многолетний контракт со своим клубом. И в сезоне 2016 года провела 27 матчей, в которых набирала в среднем за игру 13,1 очка.
В сезоне 2017 года Диггинс вышла на свой прежний уровень и отыграла все 34 матча регулярного чемпионата. В матче против «Сан-Антонио Силвер Старз» она набрала 30 очков и установила рекорд клуба, попав 7 трёхочковый бросков.. За свою игру она была приглашена принять участие в матче всех звёзд. По итогам сезона её команда вышла в плей-офф, где проиграла в первом раунде «Вашингтон Мистикс».
8 января 2018 года в игре против «Индианы Фивер» Диггинс набрала 35 очков, установив свой новый рекорд результативности. Она вновь попала на матч всех звёзд, а её команда вновь проиграла в первом раунде плей-офф.

## За пределами баскетбольной площадки
Диггинс выступает против детского ожирения, работает приглашенным интервьюером для ESPN и моделью для Nike. Она снималась для журналов Vogue и Sports Illustrated. Скайлар также проводит лагерь «Shoot 4 The Sky» для мальчиков и девочек со всего мира в возрасте от 2 до 12 класса.

## Личная жизнь
Диггинс-Смит имеет степень Колледжа Бизнеса Мендосы от Нотр-Дама. В июне 2016 года состоялась помолвка Диггинс с её давним бойфрендом Дэниелом Смитом, бывшим ресвером средней школой Глины и нынещним Нотр-Дама. Пара поженилась в мае 2017 года, и она сменила фамилию на Диггинс-Смит. 17 октября 2018 года Диггинс-Смит подтвердила, что она и её муж ожидают своего первенца.